# Cesare Gerolimetto
Cesare Gerolimetto (Cusinati, 25 aprile 1939) è un fotografo italiano.
È un fotografo italiano conosciuto per la fotografia di viaggio e geografica.

## Biografia
Prima viaggiatore poi fotografo. 
Durante i primi lunghi e avventurosi raid automobilistici trans-continentali in Africa ed Asia, senza macchina fotografica, comprende quanto importante e significativo 
sarebbe documentare dal punto di vista fotografico i suoi viaggi.
Nel 1976 compie il suo raid più impegnativo, il giro del mondo in camion che durerà due anni e sette mesi per un totale di 184000 km percorsi attraverso i cinque continenti. Questa impresa viene classificata dal Guinness Book of Records come il primo e più lungo giro del mondo. L'impresa viene così registrata nel volume 1984 del Guinness dei Primati.
Nel 1984 inizia così la sua carriera di fotografo professionista. Oggi collabora con le più importanti riviste nazionali e ha al suo attivo numerose pubblicazioni. 
Ha tenuto corsi di fotografia a Spilimbergo, Belluno, Montebelluna e Bassano del Grappa.
Nel 2011 partecipa con 4 opere alla 54ª Esposizione Internazionale d'Arte della Biennale di Venezia.

## Il giro del mondo in camion
L'idea del giro del mondo inizia nel 1972, durante un lungo e massacrante raid, il periplo dell'Africa, quasi 50000 km con una jeep, in compagnia di Ferruccio Franzoia. Verso la fine del viaggio, Gerolimetto inizia a fantasticare sulla prossima meta: "Escludendo l'Asia e l'Africa, se vogliamo fare qualcosa di veramente diverso, non ci resta che il mondo intero". Sembra quasi uno scherzo, passano così quattro anni durante i quali si alterneranno indecisioni e altrettante definitive rinunce. Nel 1975 però Cesare Gerolimetto inizia a raccogliere informazioni, studiare itinerari e conteggiare il costo di una tale impresa. Sorge però un altro problema, trovare un compagno di viaggio. Alla proposta risponde Daniele Pellegrini, fotografo e giornalista.
Il camion usato è un Iveco 75 PC 4x4 con una cilindrata di 5184 diesel, che in assetto di marcia raggiunge il peso di quasi otto tonnellate. La parte abitabile è costituita da un furgone opportunamente costruito. Il tutto è quanto di più spartano: un letto a castello sufficientemente comodo, un piccolo lavello con un rubinetto collegato con una pompa elettrica al serbatoio dell'acqua di circa 170 litri, niente toilette o riscaldamento. Il resto delle pareti è dedicato ai robusti armadi che devono contenere le infinità di oggetti e attrezzature necessarie per affrontare un tale viaggio. Tutto il necessario affinché un veicolo, isolato, senza nessun contatto radio con altri, possa superare le mille contrarietà di un tale viaggio.
Il 75 PC 4x4 Iveco, ribattezzato Antonio Pigafetta, in onore dello storiografo di Magellano, non ha dato mai fastidi seri durante tutto il tragitto.

## Pubblicazioni
- Globe Trucker - Tassotti Editore 1982
- Plaga felix: Asolo, Bassano, Marostica - Biblos 1995
- Veneto per sempre - Antiga edizioni 2005
- Bassano meravigliosa - Terra Ferma 2007
- Vicenza, una città in forma di teatro - Terra Ferma 2008
- Ottantunesima adunata nazionale degli alpini Bassano del Grappa - Terra Ferma 2008
- Veneto celeste - Terra Ferma 2007
- Veneto d'Acqua - Minchio
- Il Colore della Vita - Antiga
- Le ville Venete - Arsenale
- Le ville del Vicentino - Traverso
- I Colli Berici - Signum
- Asolo - Antiga
- Ville Venete - Tassotti & Ghedina
- Scoprire Bassano - Antiga
- I Giardini del Veneto - Electa
- Die Gaerten des Veneto - Diederich Muenchen
- Venezia le quattro Stagioni - Tassotti e Ghedina
- Jesolo - Tassotti e Ghedina
- La Porta della Valle - Biblos
- Marostica - Biblos
- Veneto Immagine dell'anima - Antiga
- Veneto dei Borghi - Minchio
- Les Villas Venitiennes - La Cittadelle Paris
- Il Feltrino - Città di Feltre
- La Via Claudia Augusta - Programma
- Itinerari Palladiani - Programma
- Roma - White Star
- Israele - White Star
- New York - White Star
- San Francisco - White Star
- Rosa' da scoprire - Terra Ferma 2011
- La montagna sacra. Monte Grappa - Antiga Edizioni 2012
- Ville venete. Civiltà di villa nel dominio di Terraferma - Arsenale 2013
- Veneto. Terre e paesaggi del vino - Terra Ferma Edizioni 2015
- Unexpected Venice - Terra Ferma Edizioni 2015 (ISBN 978-88-97784-96-8)